# 皮达尔纳克
皮达尔纳克（法語：Puy-d'Arnac，法語發音：[pɥi daʁnak]）是法国科雷兹省的一个市镇，属于布里夫拉盖亚尔德区。

## 地理
皮达尔纳克（45°1'39"N, 1°47'9"E）面积12.27 平方千米，位于法国新阿基坦大区科雷兹省，该省份为法国中南部省份，北起上维埃纳省和克勒兹省，西接多爾多涅省，南至洛特省，东临多姆山省和康塔爾省。
与皮达尔纳克接壤的市镇（或旧市镇、城区）包括：屈尔蒙特、马西亚克拉克罗兹、诺纳尔、蒂代伊。

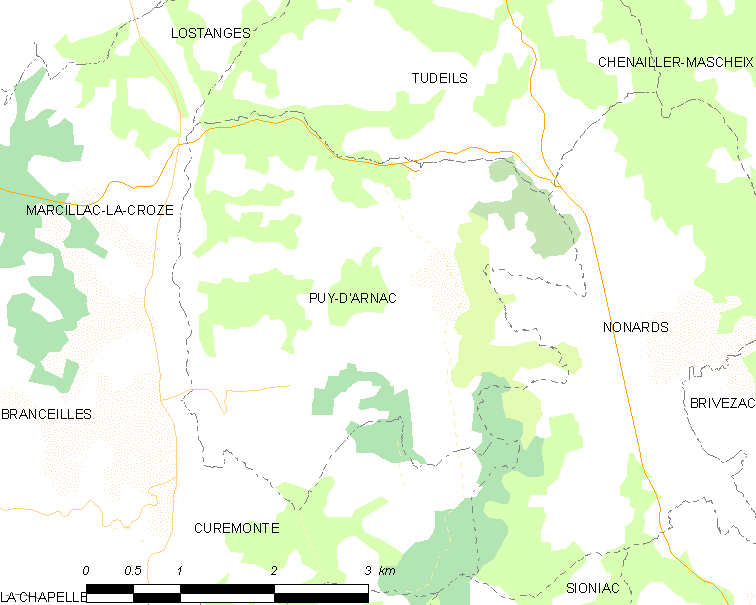
皮达尔纳克的OSM定位图

皮达尔纳克的时区为UTC+01:00、UTC+02:00（夏令时）。

## 行政
皮达尔纳克的邮政编码为19120，INSEE市镇编码为19169。

## 政治
皮达尔纳克所属的省级选区为科雷兹南部县。

## 人口

1962-2008年间皮达尔纳克人口变化图示

皮达尔纳克于2022年1月1日时的人口数量为293人。